# دانيال ألكساندرسون
دانيال ألكساندرسون (بالسويدية: Daniel Alexandersson)‏ هو لاعب كرة قدم سويدي في مركز الوسط، ولد في 3 ديسمبر 1978 في فالكنبرغ في السويد. لعب مع نادي إلفسبورغ ونادي غوتبورغ ونادي فالكنبرغ ونادي فيبورج ونادي هالمستاد.